# Henri Drouët
Henri Drouët (Troyes, 27 de novembro de 1829 — Dijon, 16 de março de 1900) foi um malacologista francês que se destacou no estudo dos moluscos do sudoeste da França e da Macaronésia.

## Biografia
Funcionário superior da administração pública francesa, ocupou diversos lugares em França e nas regiões ultramarinas francesas. Terminou a sua carreira como chefe de gabinete da administração da Prefeitura de Vienne.
Em 1857, acompanhou Arthur Morelet numa viagem de exploração científica aos Açores, a mais extensiva de todas até então realizadas naquela arquipélago, pois apenas a ilha de São Jorge não foi visitada. A expedição investigou a fauna e a flora do arquipélago, para além de elaborar um relatório científico entregue ao rei D. Pedro V, que recebeu os investigadores na sua passagem por Lisboa. Os resultados das observações foram publicados ao longo dos anos seguintes, produzindo um corpo científico que se mantém relevante.
Depois de reformado, fixou-se em Dijon, dedicando-se aos trabalhos da Société Académique d'Agriculture, des Sciences, Arts et Belles-Lettres du Département de l'Aube para a qual tinha sido eleito sócio em 1868. Os seus estudos tiveram por objectivo principal os moluscos de água doce com que adquiriu projecção internacional, tornando-se num dos malacólogos mais reputados e especialista na fauna malacológica do sueste da França. Era o mais reputado especialista do seu tempo no grupo dos Unionidae, uma família de mexilhões de água doce, ao tempo frequentemente referido por moluscos acéfalos de água doce, táxon sobre o qual publicou diversos artigos.
A atenção do naturalista foi ainda para diversos aspectos da vida açoriana que estão fixados no itinerário da viagem e no relatório apresentado ao rei D. Pedro V de Portugal.
Na sua obra Catalogue de la Flore des Îles Açores precédé de L’Itinéraire d’un Voyage dans cet Archipel, relaciona um total de 736 espécies e variedades, incluindo algas marinhas e plantas terrestres dos Açores.